# Bruno Zumino
Bruno Zumino (né le 28 avril 1923 à Rome et décédé le 22 juin 2014) est un physicien italien.
Professeur de physique théorique, il est connu pour ses contributions dans la théorie de jauge, et il a notamment proposé le modèle de Wess–Zumino (en), en collaboration avec Julius Wess, mais aussi l'une des premières théories de la supergravité avec Stanley Deser.

## Biographie
Bruno Zumino obtint son doctorat à l'université La Sapienza de Rome, et devint professeur à l'université de Berkeley en 1982. Il prit sa retraite en 1994.
En 1973, alors qu'il travaille au CERN, il développe avec Julius Wess (alors à l'université de Karlsruhe), la première théorie de supersymétrie.

## Distinctions
- 1987 : Médaille Dirac de l'ICTP[2]
- 1988 : Prix Dannie Heineman pour la physique mathématique (avec Julius Wess)
- 1989 : Médaille Max-Planck de la Deutsche Physikalische Gesellschaft
- 1992 : Médaille Wigner (avec Julius Wess)[3]
- 1992 : Prix Humboldt
- 1999 : Médaille d'or Gian Carlo Wick
- 2005 : Prix Enrico Fermi de la Société italienne de physique

## Membre
- National Academy of Sciences
- American Academy of Arts and Sciences
- American Physical Society